# Roman Thomas
Roman Kurt Thomas (* 1974) ist ein deutscher Krebsforscher, der 2013 den Deutschen Krebspreis der Deutschen Krebsgesellschaft erhielt.

## Ausbildung
Roman Thomas begann 1994 ein Studium der Medizin an der Medizinischen Fakultät der Universität zu Köln und schloss dieses 2001 mit der  Auszeichnungsstufe „summa cum laude“ ab. 2002 erhielt Thomas die Promotion (Dr. med.) für seine Arbeit „Detektion von Allelverlusten und der molekularen Analyse von Zellzyklus-regulierenden Genen und Tumorsuppressorgenen in Hodgkin Reed Sternberg Zellen“.

## Forschung
Zwischen 2002 und 2004 arbeitete Roman Thomas als Postdoktorand an der Universität Köln und am Zentrum für molekulare Medizin Köln (ZMMK). Danach arbeitete er bis 2006 als Postdoktorand bei Matthew Meyerson und weiteren Forschern. Im Jahr 2006 wurde Thomas Leiter des Max-Planck-Instituts für neurologische Forschung Köln. 2008 wurde er Privatdozent und Fakultätsmitglied an der Medizinischen Fakultät Köln und 2011 erhielt er dort eine Professur für Translationale Genomik. 2012 gründete er die Blackfield/New Oncology AG, die im März 2016 von Siemens Healthineers übernommen wurde. 2015 wurde Thomas Mitglied im Deutschen Konsortium für Translationale Krebsforschung (DKTK). Seit 2017 ist er Mitglied am Zentrum für molekulare Medizin Köln (ZMMK) und Leiter der Abteilung für Translationale Genomik an der Universität Köln. Das Ziel des Zentrums ist es, „Genomveränderungen zu identifizieren, die es ermöglichen, Patienten für eine personalisierte Krebstherapie auszuwählen“.

## Auszeichnungen (Auswahl)
- 2005–2006: Unterstützung der Mildred Scheel Stiftung
- 2006: Fellow in Training Award, American Association for Cancer Research (AACR)
- 2006: Fellow der International Association for the Study of Lung Cancer (IASLC)
- 2007: Young Investigator, IASLC
- 2013: Deutscher Krebspreis, Deutsche Krebsgesellschaft[4]
- 2014: Glaxo Smith Kline Scientific Award for Clinical Research, GlaxoSmithKline Stiftung Deutschland
- 2014: Walter-und-Christine-Richtzenhain-Preis, Deutsches Krebsforschungszentrum (DKFZ)[5]
- 2017: Max-Delbrück-Preis, Universität Köln[6]
- 2023: Deutsche Krebshilfe Preis[7]